# 警察法
警察法（けいさつほう、昭和29年法律第162号）は、「個人の権利と自由を保護し、公共の安全と秩序を維持するため、民主的理念を基調とする警察の管理と運営を保障し、かつ、能率的にその任務を遂行するに足る警察の組織を定めること」（1条）に関する日本の法律である。
1947年（昭和22年）に制定後、1954年（昭和29年）の全面改正により現在の法律となる。改正前の警察法（昭和22年法律第196号）は、旧警察法（きゅうけいさつほう）ともいう。全面改正によって、国家地方警察と自治体警察は廃止され、警察庁と都道府県警察が設置された。

## 沿革

### 旧警察法の制定
戦前の日本警察は、内務省警保局による中央集権体制で運営されており治安警察法など旧法に基づいて活動した。しかし、太平洋戦争（第二次世界大戦）で日本が敗戦し、連合国軍の統治下に置かれると、GHQ民政局は日本の警察機構を天皇制の維持擁護を目的とした非民主的な警察体制であると断罪し、内務省の廃止を含めた全面的な見直しを要求してきた。
1947年（昭和22年）9月3日、第46代内閣総理大臣片山哲が「公安庁設置法案」を軸とする「警察制度改組計画」をGHQ総司令官ダグラス・マッカーサーに提出した。これに対して、マッカーサーは同月16日付で書簡を送り、警察法案の起草を指示した。書簡の内容に基づいて起草された警察法案は第1回特別国会で可決成立し、同年12月17日付官報で公布。内務省は同年末で業務を終了して、内事局に改組され、1948年（昭和23年）3月6日、本法の施行と共に内事局も解体された。
旧警察法の理念と特徴は、次のようなものであった。
地方分権
従来の中央集権的国家警察制度を改め、市及び人口5,000人以上の市街的町村に置かれた自治体警察を基本として、国家地方警察との二本立ての制度となった。
民主的管理
市民の代表者によって構成される合議体の機関である公安委員会の制度を採用し、警察の管理を民間人に委ねることにした。
責務の限定
警察の責務が「国民の生命、身体及び財産の保護に任じ、犯罪の捜査、被疑者の逮捕及び公安の維持に当たること」に限定された。

### 旧警察法の改正
警察の地方分権としての自治体警察は、自治体の財政負担が大きく、行き過ぎた警察組織の細分化は過度の縄張り争いを招き、広域捜査の困難をもたらした。また、国家地方警察と自治体警察が独立対等のため国の治安に対する責任が不明確になる等の問題が発生した。そのほか、中華人民共和国の建国や東西冷戦の激化により、自治体警察の生みの親であるGHQの占領政策も急速に右旋回し始め、警察制度の中央集権化を復活させる動きが出始めていた（逆コースを参照）。
そこで、1951年（昭和26年）6月12日の法改正では、人口5000人以上の住民投票の付託により、自治体警察の存廃を決めることができるようになり、小規模町村の自治体警察を国家地方警察に吸収することが可能になった。その結果、ほんの数年で1千以上の自治体警察が廃止され、残るは財力に余裕のある大都市の自治体警察のみとなっていた。警察を維持する市町村数は1951年10月に560、1954年1月に406と減少した。
また、この改正により国家地方警察と自治体警察との間の人事交流が解禁され、公安警察の事実上の一体運用と、それに伴う国家地方警察から自治体警察への裏金の移動も行われるようになった。

### 1954年の全面改正
1952年（昭和27年）4月28日、サンフランシスコ講和条約が発効し、日本が独立・主権回復すると、旧警察法に内在する問題を根本的に解決すべく、警察制度改革が始まり、1954年（昭和29年）6月8日、旧警察法を全面改正した新警察法が公布され、同年7月1日から施行された。新警察法では、従来の国家地方警察と自治体警察による二本立ての制度を廃止し、新たに警察庁と都道府県警察を発足させて、都道府県警察の警視正以上を国家公務員とする地方警務官制度を導入するなど日本の警察機構を再び中央集権化し、また内閣の責任を明確化すべく、国家公安委員会委員長に国務大臣を充てることになった。

## 1954年（昭和29年）警察法改正に伴う乱闘国会

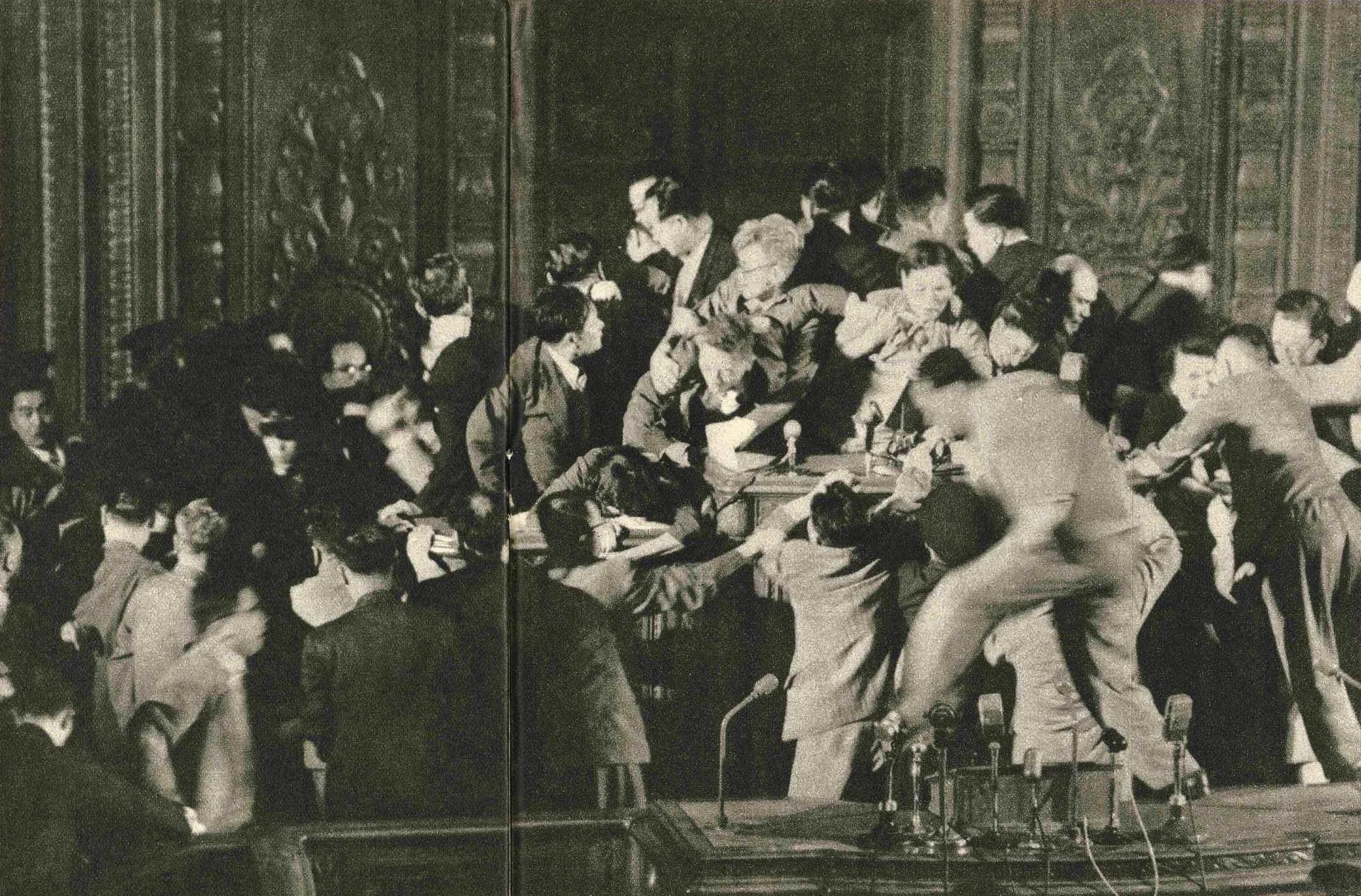
1954年（昭和29年）6月3日、乱闘の様子

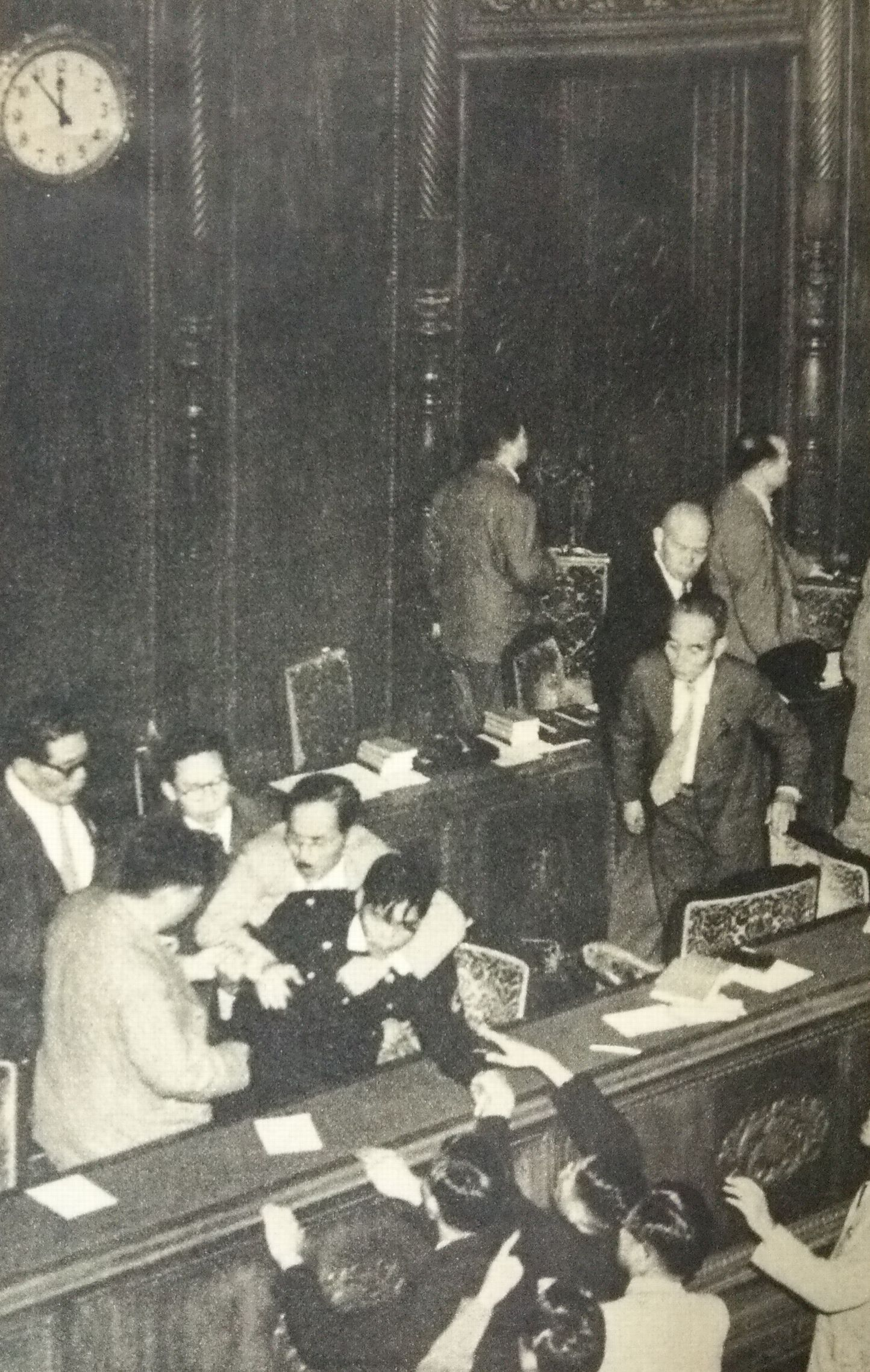
1954年（昭和29年）6月3日、丸腰で介入した警官隊も暴行を受けた

法改正案は、1954年（昭和29年）2月15日、第5次吉田内閣により提出された。
5月15日、法案は衆議院で賛成254、反対127で可決され、参議院に送付される。
6月3日、衆議院本会議は、2日間の会期延長をめぐり議長を入場させようとする自由党と入場阻止を図る両派社会党との間で、殴る蹴るの乱闘が発生して大混乱となる。ついには議長堤康次郎が議院警察権を発動。要請により警官隊が初めて国会内にはいった。
6月4日、社会党左派・社会党右派は、会期延長は無効であると共同声明を出した。以後、社会党両派・日本自由党・労働者農民党（労農党）・日本共産党（共産党）は出席しなかった（参議院では延長の議決がなかった）。
6月5日、衆議院では、社会党両派・日本自由党・労農党・共産党の欠席のまま、10日間の会期延長を議決した（参議院では議決がなかった）。
6月7日、参議院で、地方行政委員会での審議中に、中間報告により本会議で審議にはいり、可決（起立採決）され成立した。翌8日、公布。7月1日施行。
会期延長議決の混乱によって警察法改正無効事件が発生した。
6月15日、衆議院本会議は、堤ツルヨら45議員の30日間登院停止を可決、つづいて全員協議会をひらき、乱闘事件に関し、自粛を決議した。

## 不祥事の頻発による2000年の警察法改正
1999年頃から2000年にかけては各地警察で不祥事が相次ぎ、警察に対する社会的信用が失墜し、国家公安委員会が警察刷新会議を設置するに至った。同会議は公安委員会制度についても検討を行い、2000年7月13日に改革方針として「警察刷新に関する緊急提言」を提言した。
それまで公安委員会委員には任期制限がなかったが、2000年改正警察法は、国家公安委員の再任は1回まで、都道府県公安委員の再任は2回まで回数制限を設けた（40条2項）。
一方、公安委員会は委員が非常勤であることについて、「都道府県公安委員会については、法律上委員は非常勤とされているが、地方の実情によって、適任者の確保が可能であるかとの問題を考慮の上、常勤とすることができるようにすることが適当である」と声明したものの、改正法案には反映されなかった。
日本弁護士連合会は2000年5月26日、「警察制度の抜本的改革を求める決議」を行い、公安委員会の選任は公選制によるべきであること、民意が反映する方法を採用すべきであると声明した。

## 構成
- 第1章 総則（第1条 - 第3条）
- 第2章 国家公安委員会（第4条 - 第14条）
- 第3章　警察庁
  - 第1節　総則（第15条 - 第18条）
  - 第2節　内部部局（第19条 - 第26条）
  - 第3節　附属機関（第27条 - 第29条
  - 第4節　地方機関（第30条 - 第33条）
  - 第5節　職員（第34条・第35条）
- 第4章　都道府県警察
  - 第1節　総則（第36条・第37条）
  - 第2節　都道府県公安委員会（第38条 - 第46条の2）
  - 第3節　都道府県警察の組織（第47条 - 第58条）
  - 第4節　都道府県警察相互間の関係等（第59条 - 第61条の3）
- 第5章　警察職員（第62条 - 第70条）
- 第6章　緊急事態の特別措置（第71条 - 第75条）
- 第7章　雑則（第76条 - 第81条）
- 附則